# Le Beaucet
Le Beaucet is een gemeente in het Franse departement Vaucluse (regio Provence-Alpes-Côte d'Azur) en telt 352 inwoners (1999). De plaats maakt deel uit van het arrondissement Carpentras.

## Geografie
De oppervlakte van Le Beaucet bedraagt 9,0 km², de bevolkingsdichtheid is 39,1 inwoners per km².
De onderstaande kaart toont de ligging van Le Beaucet met de belangrijkste infrastructuur en aangrenzende gemeenten.

## Demografie
Onderstaande figuur toont het verloop van het inwonertal (bron: INSEE-tellingen).